# Бладшот
Бладшот (англ. Bloodshot (рус. Налитый кровью, Воспалённый)) — вымышленный супергерой, персонаж комиксов издательства Valiant Comics. Персонаж был создан Кевином Вангоком, Доном Перлином и Бобом Лейтоном.
В изначальной версии биографии, Бладшот изначально являлся мафиозным киллером по имени Анджело Морталли, которого подвергли нанотехнологическим экспериментам учёные проекта Восходящее Солнце. В современной версии биографии он является бывшим солдатом и секретным агентом по имени Рэймонд Гаррисон, который погиб на войне и был воскрешён с помощью нанотехнологий, давших ему сверхспособности, но при этом потерял память. Какое-то время учёные использовали его в своих целях, но затем Рэй начал вспоминать фрагменты своего прошлого и бежал от Восходящего Солнца, став супергероем.

## История публикаций
Бладшот был создан в 1992 году Кевином Вангоком, Доном Перлином и Бобом Лейтоном с именем, предложенным Дэвидом Члистеком, во время волны популярности для Valiant Universe и стал непосредственным хитом для читателей. Дебютировал Бладшот на страницах комиксов в ноябре 1992 года. Как один из самых популярных персонажей Valiant, Бладшот продолжал успех, продаваемыми копиями комиксов, пока Valiant не был куплен за 65 миллионов долларов Acclaim Entertainment. Комиксы были переведены на несколько языков, включая Французский, Немецкий, Итальянский, Испанский, Норвежский, Филиппинский Китайский, Турецкий и другие языки всего мира. В 1996 году Бладшот и большинство других персонажей вселенной Valiant были перезапущены под знаменем Acclaim Comics. Повторный запуск означал, что название движется в новом направлении, которое легче адаптировать к видеоиграм. Valiant Entertainment является нынешним владельцем каталога персонажей Valiant.
Новый том «Бладшота» был выпущен в июле 2012 года, написанный Дуэйном Суирсзински, после перезапуска Valiant Comics. Ещё один новый том был выпущен 9 сентября 2015 года под названием «Бладшот: Возрождение».

## Критика
Комиксы про Бладшота стали одними из самых продаваемых комиксов Valiant, общий объем продаж которых на всех языках приближается к семи миллионам копиям комиксов. Незадолго до дебюта серии Бладшота, персонаж сделал два вступительных появления в популярных комиксах: «Рай» и «Eternal Warrior». Основываясь на этих появлениях, возникла потребность о возвращении персонажа и он вернулся в своём сольном комиксе «Bloodshot» #1 в феврале 1993 года. Сольник Бладшота был очень ожидаемым комиксом, который стал самым продаваемым и было продано около миллиона экземпляров. Оригинальная серия была написана Кевином Вангоком и нарисована Доном Перлином. В премьере появилась первая обложка комикса «Chromium».
«Bloodshot» #1 вышедший в июле 2012 года был награжден «Лучшим комиксом» от Diamond Comic Distributors (ведущий дистрибьютор американской комикс-индустрии) и «Лучшая инновация» за его обложку. «Бладшот» был назван одним из десятка лучших комиксов 2012 года по версии Nerdage.

## Вне комиксов

### Фильмы
В марте 2012 года было объявлено, что Columbia Pictures приобрела права на экранизацию комикса «Бладшот» от Valiant Comics.Главную роль в фильме исполнил Вин Дизель, получивший смешанные отзывы за свою работу.
К апрелю 2015 года Valiant, Sony и Original Film объявили о сделке на пять фильмов, чтобы перенести всех супергероев вселенной Valiant Comics на большой экран. Первые два фильма будут по «Бладшоту», следующие два про «Предвестника», и последний фильм будет кроссовером между двумя супергероями. Однако неоднозначный прокатный результат фильма о Бладшоте поставил эти проекты под вопрос.

### Веб-сериал
- Бладшот появляется в веб-сериале «Ninjak vs The Valiant Universe» в исполнении Джейсона Дэвида Фрэнка[9][10][11]. Актёр получил за свою работу положительные отзывы поклонников.

### Видеоигры
- Бладшот является секретным персонажем игры Shadow Man, которого можно разблокировать в качестве игрового персонажа в версиях для Nintendo 64 и Dreamcast.
- Про Бладшота должна была выйти сольная компьютерная игра. Разработкой игры должна была заниматься Iguana Entertainment UK для PlayStation и Microsoft Windows[12][13], но игра была отменена издателем Acclaim Entertainment, чтобы сосредоточиться на других играх[14].